# Система Трахтенберга
Система Трахтенберга — система устного счёта, разработанная математиком Яковом Трахтенбергом во время заключения в нацистском концлагере. Состоит из нескольких частей — методов умножения на числа от 2 до 12, метода умножения произвольных натуральных чисел и другого.

## Общее умножение
Пусть даны два числа — {\displaystyle a} и {\displaystyle b}, выглядящие в десятичной записи как {\displaystyle \ldots a_{2}a_{1}a_{0}} и {\displaystyle \ldots b_{2}b_{1}b_{0}}. Стандартный алгоритм умножения {\displaystyle a} на {\displaystyle b} предписывает умножить {\displaystyle a} на все разряды {\displaystyle b_{0},b_{1},b_{2},\ldots } по очереди и сложить результаты, учитывая их сдвиг. Трахтенберг предлагает взамен считать {\displaystyle n}-ый разряд ответа как сумму переноса из предыдущего разряда и {\displaystyle \sum _{i+j=n}a_{i}b_{j}}, не записывая промежуточные вычисления.
Действительно, разложим
{\displaystyle \sum _{i}a_{i}10^{i}\cdot \sum _{j}b_{j}10^{j}}
по дистрибутивности: слагаемые {\displaystyle a_{i}b_{j}10^{i+j}} с {\displaystyle i+j<n} влияют на разряд {\displaystyle 10^{n}} только в виде переноса, а с {\displaystyle i+j>n} — вообще не влияют.
Например, умножим 12345 на 21.
| перенос | {\displaystyle \sum _{i+j=n}a_{i}b_{j}} | Всего | Цифра |
| ------- | --------------------------------------- | ----- | ----- |
| 0       | 5*1                                     | 5     | 5     |
| 0       | 4*1+5*2                                 | 14    | 4     |
| 1       | 3*1+4*2                                 | 11    | 2     |
| 1       | 2*1+3*2                                 | 8     | 9     |
| 0       | 1*1+2*2                                 | 5     | 5     |
| 0       | 1*2                                     | 2     | 2     |

Итого, читая снизу вверх, получается 259245. Яков Трахтенберг предлагает делать вычисления, записанные в таблице выше, в уме, выписывая только результат.

## Частные правила умножения

### Умножение на 11
Правило: Добавь цифру к её соседу справа, не забывая про перенос через разряд.
Пример: 3425 × 11 = 37675
3425 × 11 = (0+3)(3+4)(4+2)(2+5)(5+0) = 37675

### Умножение на 12
Правило: Добавь удвоенную цифру к её соседу справа, не забывая про перенос через разряд.
Пример: 2413 × 12 = 28956
2413 × 12 = (0×2+2)(2×2+4)(4×2+1)(1×2+3)(3×2+0) = 28956

### Умножение на 13
Правило: Добавь утроенную цифру к её соседу справа, не забывая про перенос через разряд.
Пример: 5876 × 13 = 76388
5876 × 13 = (0×3+5)(5×3+8)(8×3+7)(7×3+6)(6×3+0) = 76388

### Умножение на 14
Правило: Добавь учетверённую цифру к её соседу справа, не забывая про перенос через разряд.
Пример: 4859 × 14 = 68026
4859 × 14 = (0×4+4)(4×4+8)(8×4+5)(5×4+9)(9×4+0) = 68026

### Умножение на 17
Правило: Добавь цифру, умноженную на разряд единиц, к её соседу справа, не забывая про перенос через разряд.
Пример: 5739 × 17 = 97563
5739 × 17 = (0×7+5)(5×7+7)(7×7+3)(3×7+9)(9×7+0) = 97563

## В культуре
- Метод упоминается в фильме «Одарённая» (2017)